# Jean Marie Pierre Dorsenne
Jean Marie Pierre François Le Paige Doursenne, dit Dorsenne, né le 30 avril 1776 à Ardres en Picardie et mort le 24 juillet 1812 à Paris, comte de l'Empire par lettres patentes du 2 juillet 1808, est un général français du Premier Empire.

## Biographie

### Du simple soldat au colonel
Jean Marie Pierre François Le Paige Doursenne, dit Dorsenne, naît le 30 avril 1776 à Ardres, en Picardie. Selon Édouard Leduc, « jamais nom propre fut plus mal orthographié, plus malmené jusque dans la manière de l'épeler. Il s'agit en fait de Jean-Marie Pierre François Daursenne dit Dorsenne, comte Lepaige et non, comme on l'a vu souvent écrit, Lepaige (ou Le Peige) comte Dorsenne (ou d'Orsenne) ».
Parti comme volontaire dans un bataillon du Pas-de-Calais en 1791, il est blessé lors d'un combat à Baisieux le 29 avril 1792 et devient capitaine au 10e bataillon de volontaires nationaux des réserves le 13 septembre suivant. De 1792 à 1794, il participe aux campagnes de l'armée du Nord, étant blessé d'un coup de feu à la jambe droite à Tourcoing le 24 mai 1793 puis affecté à la 24e demi-brigade le 26 décembre, avant d'être transféré à l'armée de Sambre-et-Meuse, dans laquelle il sert de 1794 à 1796. Passé à la 61e demi-brigade de ligne le 24 février 1796, il se rend en Italie avec la division du général Bernadotte en janvier 1797 et se signale lors du passage du Tagliamento, le 16 mars de la même année. Pour ce fait d'armes, Dorsenne est nommé chef de bataillon sur le champ de bataille par Napoléon Bonaparte le 23 mars 1797.
En cette qualité, Dorsenne prend part à la campagne d'Égypte au sein de la division du général Desaix. Après avoir participé à la bataille des Pyramides en juillet 1798, il est blessé à Kéné le 12 février 1799. Le 23 mai 1800, il est nommé colonel de la 61e demi-brigade à titre provisoire, grade qui lui est confirmé par arrêté des consuls le 5 juillet 1802. Blessé entre-temps d'un coup de feu à l'épaule gauche lors de la bataille de Mandora, le 13 mars 1801, il revient sur le continent pour servir à l'armée des côtes de l'Océan en 1804.

### Sous l'Empire

#### À la tête des grenadiers à pied de la Garde

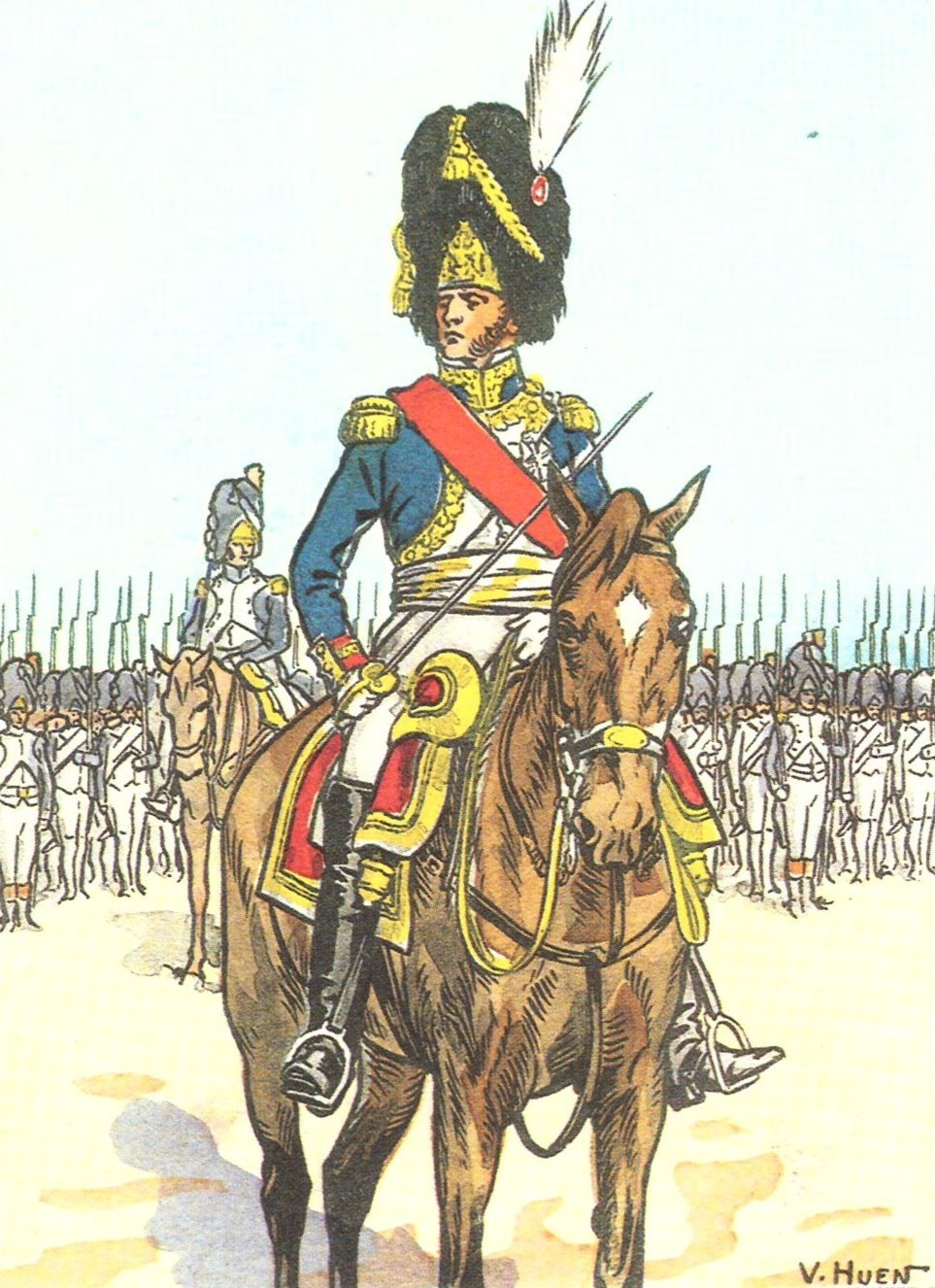
Le général de division Dorsenne, commandant les grenadiers à pied de la Garde, en 1810 (par Victor Huen).

Le 3 mars 1805, Dorsenne est élevé au rang de major des grenadiers à pied de la Garde impériale. Très soucieux de la bonne tenue de son unité, Dorsenne y instaure une discipline de fer, se montrant attentif au moindre détail ; d'après Philip Haythornthwaite, il élève les grenadiers à « un tel niveau que la Garde devint un modèle pour le reste de l'armée ». Son intransigeance dans le service lui vaut le sobriquet de « Général service ». Il est également surnommé « le beau Dorsenne » en raison de son physique avantageux et de sa mise élégante qui le font considérer comme l'un des plus beaux hommes de l'armée française. Le général Louis-François Lejeune écrit à ce sujet : 

« Ce général Dorsenne était, sans contredit, le plus bel homme de l'armée. Amoureux de sa toilette, mais surtout de ses beaux cheveux noirs et bouclés, il donnait beaucoup de temps à sa parure, ce qui ne l'empêchait, pas plus que Murat, son émule en ce genre, d'être, comme lui, l'un des plus vaillants militaires de la France. Ses vieux soldats imitaient sa belle tenue, qui donnait à cette vieille-garde un éclat si remarquable. »

Le 18 octobre 1805, dans le cadre de la campagne d'Allemagne, il reçoit le commandement de la brigade de grenadiers à pied de la Garde, en qualité de colonel-major. Au 22 novembre, sa formation compte 1 346 hommes. Présent à la bataille d'Austerlitz, il est promu au grade de général de brigade le 25 décembre 1805 tout en étant maintenu à son poste dans la Garde. Le 15 septembre de l'année suivante, Dorsenne se voit confier l'organisation de deux bataillons de dragons à pied, avant de reprendre la tête des grenadiers de la Vieille Garde le 9 novembre 1806. À Eylau, le 8 février 1807, alors qu'une colonne russe menace le quartier général de Napoléon, Dorsenne fait charger cette dernière par deux bataillons des 2e grenadiers et 2e chasseurs et écarte le danger ; c'est durant cette bataille qu'il lance à ses soldats : « l'arme au bras ! La Vieille Garde ne se bat qu'à la baïonnette ». Nommé colonel des grenadiers à pied de la Garde le 20 janvier 1808, il est créé comte de l'Empire le 10 mars 1808 (titre confirmé par lettres patentes du 2 juillet de la même année) et bénéficie de deux dotations sur les territoires de Westphalie et de Hanovre, assorties chacune d'un revenu de 25 000 francs.

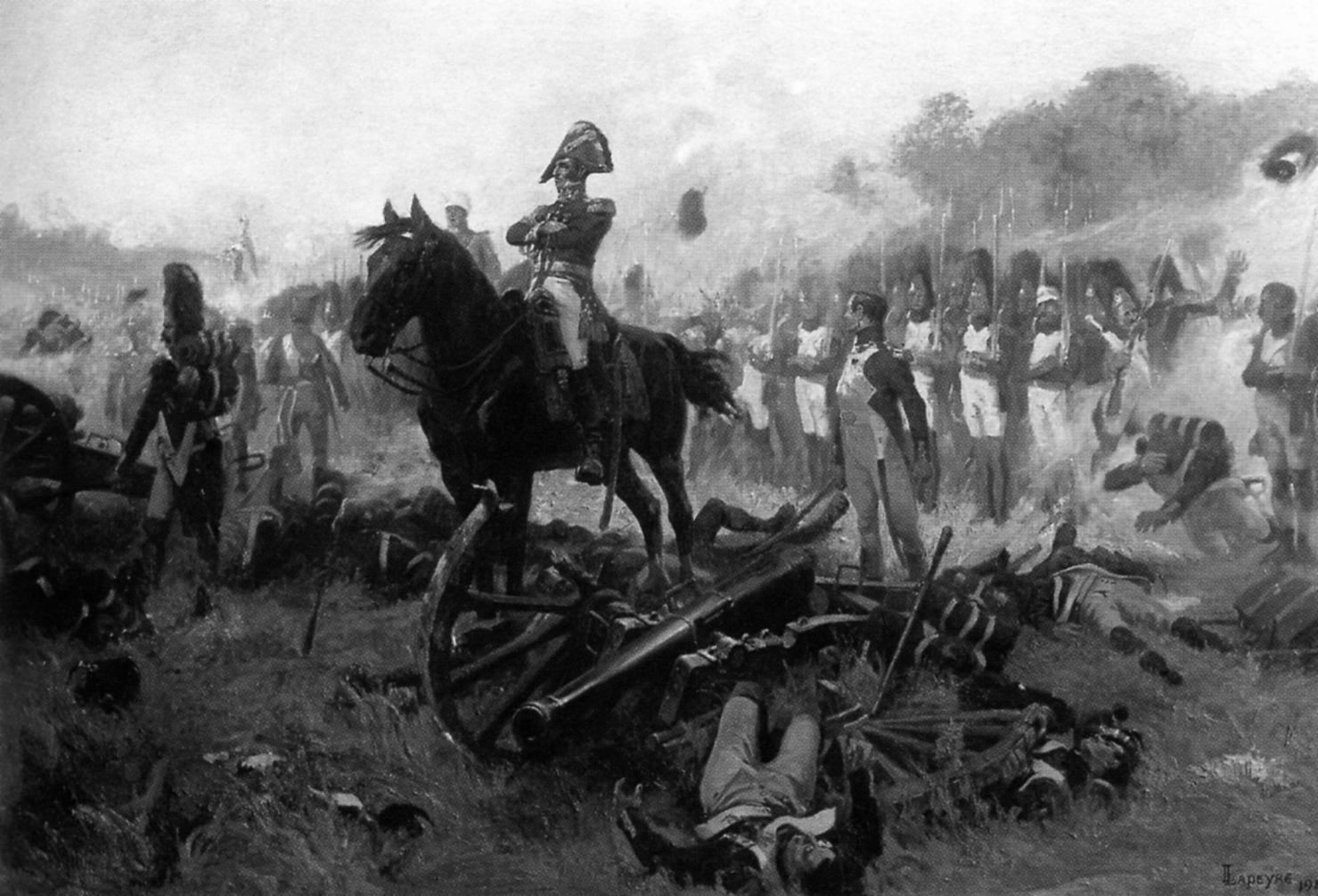
Le général Dorsenne et ses grenadiers à Essling (par Lucien Lapeyre).

À la fin de l'année 1808, il commande le détachement d'infanterie de la Garde impériale qui accompagne l'Empereur en Espagne. Rentré en France le 15 janvier 1809, il dirige à partir du 30 avril la brigade des grenadiers et chasseurs à pied de la Garde engagée dans la campagne d'Allemagne et d'Autriche. Au cours de la bataille d'Essling, les 21 et 22 mai, il commande ainsi la 2e division de la Garde, forte de quatre bataillons de grenadiers et de chasseurs. Positionnés au centre du dispositif français, lui et ses hommes subissent sans broncher la canonnade autrichienne qui occasionne des pertes sévères dans leurs rangs. Dorsenne paie de sa personne en se plaçant au-devant de ses troupes, dos à l'ennemi, afin de galvaniser leur ardeur. Il perd deux chevaux tués sous lui et manque d'être tué par un boulet qui le renverse. Il crie alors à ses fantassins : « votre général n'est pas blessé. Vous pouvez compter sur lui, il saura mourir à son poste ». La contenance dont la Garde fait preuve lors de cette journée permet au reste de l'armée impériale d'effectuer sa retraite en bon ordre. Dorsenne éprouve néanmoins une blessure à la tête qui, quelques années plus tard, se révèle fatale.
Nommé général de division le 5 juin 1809, il sert un mois plus tard à la bataille de Wagram. Ses services sont récompensés par l'octroi, le 16 janvier 1810, d'une rente annuelle de 10 000 francs sur la Galicie.

#### En Espagne

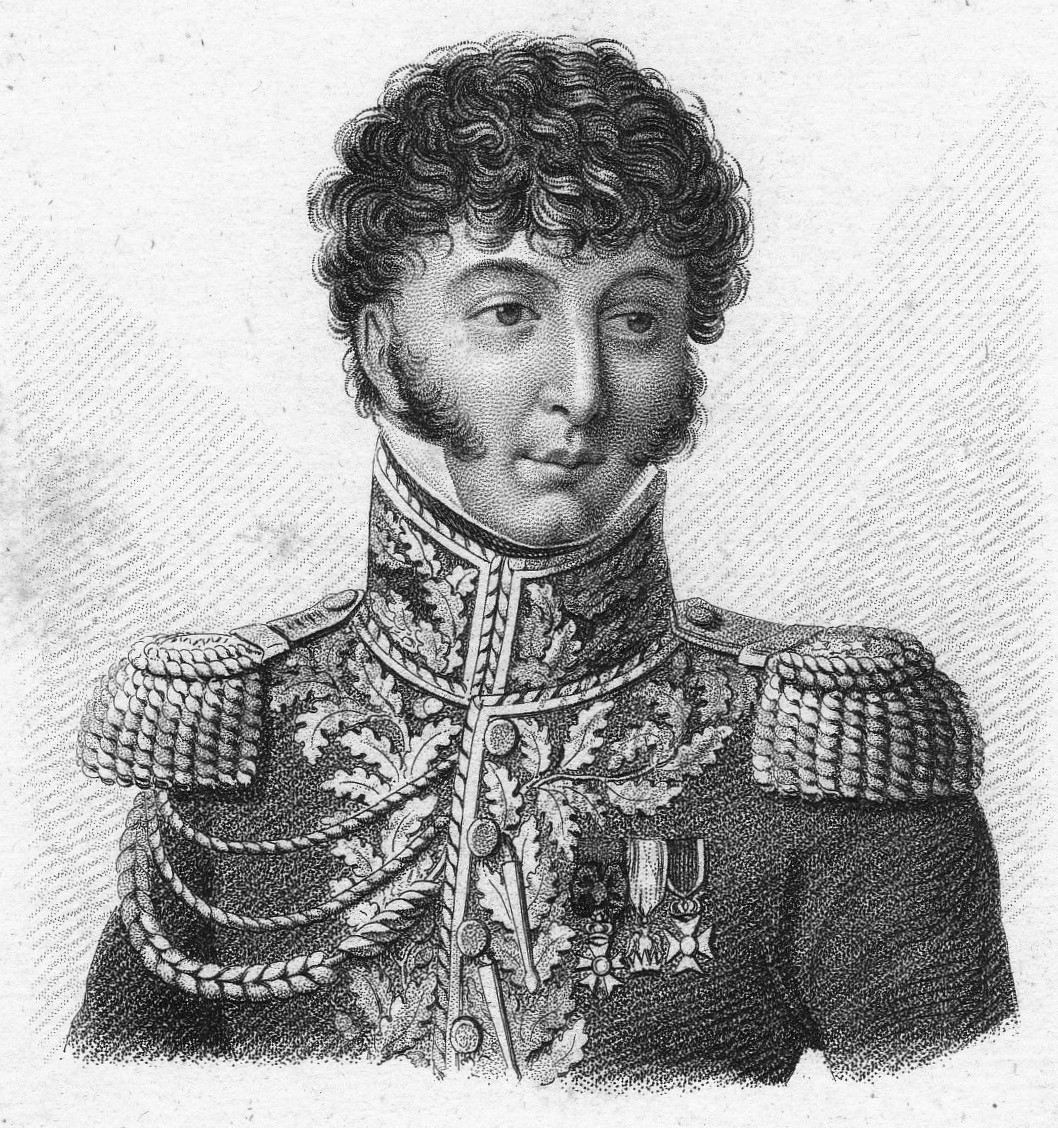
Le général Dorsenne (par Charles-Aimé Forestier).

À la fin du mois d'avril, Dorsenne est renvoyé en Espagne pour y diriger les troupes de la Garde impériale et est successivement gouverneur des provinces de Burgos le 4 juin et de Vieille-Castille en décembre. À cette époque, il a sous ses ordres la division Roguet, renforcée un peu plus tard dans l'année par la division Dumoustier. Outre l'occupation et la pacification des régions placées sous son autorité, ses unités font office de réserve en cas de repli de l'une ou l'autre des armées françaises opérant dans la péninsule Ibérique. Depuis son quartier général de Burgos, le général s'efforce de lutter contre la guérilla qu'il parvient, dans le courant de l'année 1810, à chasser provisoirement de Navarre, au prix d'une dispersion des effectifs qui empêche la collecte efficace des impôts. Le curé Merino, chef d'une bande insurgée, est l'un de ses adversaires les plus redoutables. Dorsenne n'hésite pas, dans ce contexte, à recourir à des méthodes brutales et expéditives pour combattre l'insurrection.
Le 8 juillet 1811, il remplace le maréchal Bessières dans le poste de commandant en chef de l'armée du Nord. Il dispose alors de 88 000 hommes sous ses ordres, ce qui en fait la plus importante des armées françaises présentes en Espagne. Vers la fin du mois d'août, désireux de bouter les forces espagnoles hors de la région d'Astorga, il se porte avec 30 000 hommes contre l'armée de Galice du général Abadía et lui inflige plusieurs revers ; ses adversaires s'étant réfugiés dans les montagnes environnantes, Dorsenne refuse cependant de les y poursuivre et s'en retourne à Villafranca del Bierzo, qu'il livre au pillage, puis à Astorga, non sans avoir incendié systématiquement les villages rencontrés. Conscient de la situation précaire de la forteresse de Ciudad Rodrigo, menacée par l'armée anglo-portugaise de Wellington, Dorsenne se met en rapport avec le maréchal Marmont, commandant l'armée du Portugal, afin de convenir d'une stratégie commune. Sollicité d'urgence par ce dernier, le général en chef de l'armée du Nord fait route à marches forcées vers le sud avec quatre divisions d'infanterie et deux brigades de cavalerie. Les troupes de Dorsenne ― 27 000 fantassins et 2 500 cavaliers ― font leur jonction avec celles de Marmont le 23 septembre à San Muñoz et atteignent Ciudad Rodrigo le même jour. Une série de combats oppose alors les armées du Nord et du Portugal aux forces de Wellington, à l'issue desquels les deux commandants français renoncent à livrer bataille au général britannique pour se séparer le 1er octobre. Ne laissant qu'une fraction de ses effectifs à Salamanque, Dorsenne regagne la Castille avec le gros de son armée et, en octobre 1811, supervise la reconquête de la province des Asturies par la division Bonet. Ses tentatives de réduire la guérilla par l'emploi de petites colonnes mobiles se soldent toutefois par un échec.
Entre fin 1811 et début 1812, l'armée du Nord est grandement affaiblie par les nombreuses ponctions opérées pour la conquête de Valence et les préparatifs de la campagne de Russie. Du fait de cette situation, Dorsenne se contente, sur ordre de l'Empereur, de traquer les guérilleros de Francisco Espoz y Mina dans le secteur de Burgos, laissant Marmont seul face à Wellington. Les moyens importants qu'il déploie contre Mina l'empêchent ainsi de prêter main-forte à l'armée du Portugal au printemps 1812. Il commence, dès cette époque, à ressentir de violents maux de tête, séquelles de sa blessure d'Essling, qui l'obligent à rentrer en France pour se soigner. Dorsenne quitte ses fonctions à la tête de l'armée du Nord le 5 mai 1812 et est remplacé par le général Marie François Auguste de Caffarelli du Falga. De retour à Paris, il y succombe le 24 juillet 1812, âgé de 39 ans, à la suite de l'opération du trépan nécessitée par son ancienne blessure d'Essling. Sa mort est vivement regrettée par l'Empereur et par la Vieille Garde.

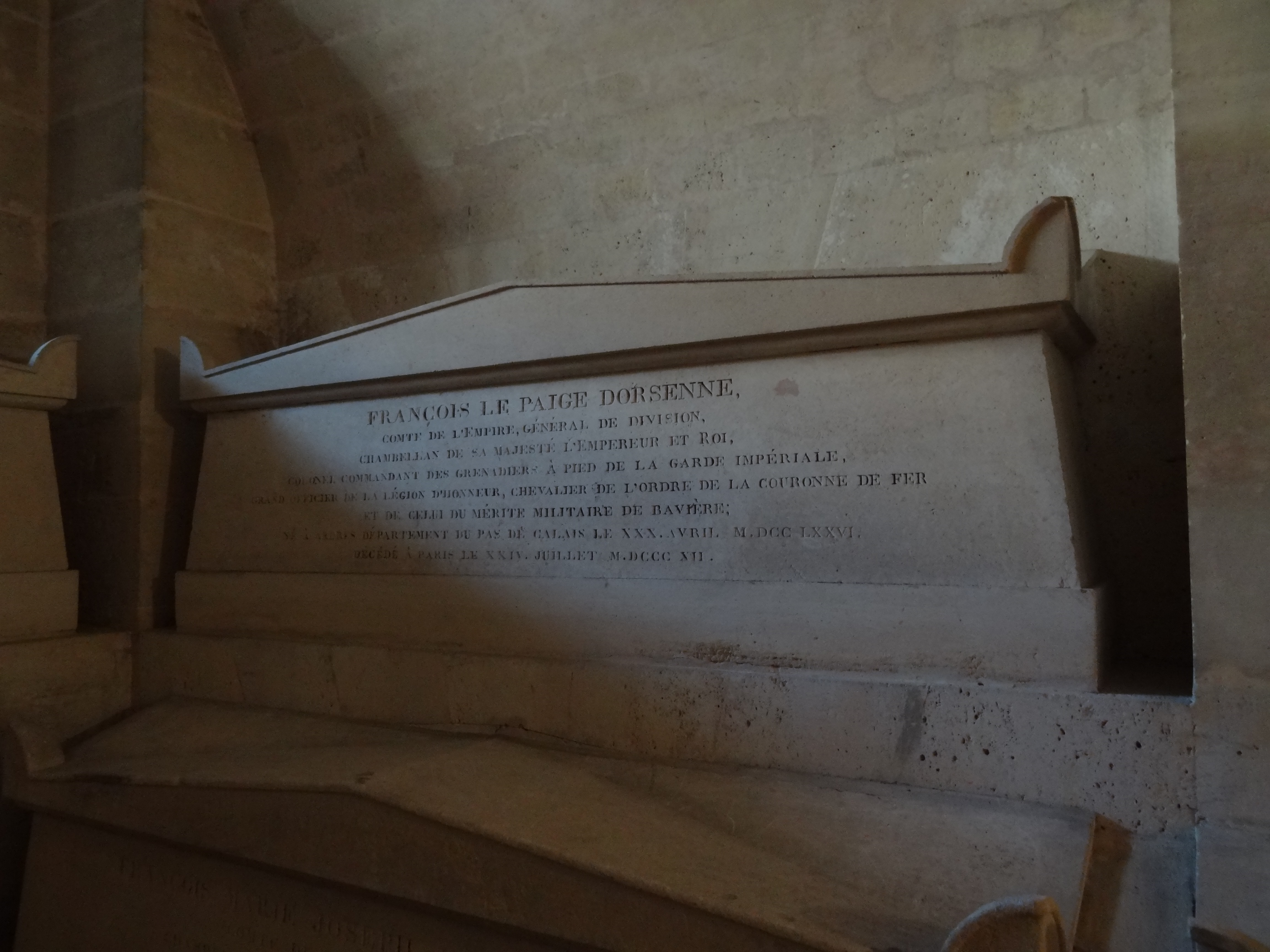
Le tombeau du général Dorsenne au Panthéon.

Sa dépouille est transférée au Panthéon de Paris, tandis que son nom figure sur la partie Ouest de l'arc de triomphe de l'Étoile (colonne 34).

## Considérations
Figure célèbre de la Garde impériale, toujours impeccablement habillé, Dorsenne est décrit par John R. Elting comme « un soldat de grande valeur, couvert de cicatrices, juste et honnête, mais si rude que même les vétérans les plus endurcis faisaient tout pour chercher à lui plaire ». Les appréciations des contemporains sont, à son égard, presque unanimement laudatives ; le roi Joseph Bonaparte déclare par exemple que « le général Dorsenne est un bon et brave homme ; il sert comme l'Empereur devrait être servi ; s'il en avait toujours été ainsi, l'Espagne ne serait pas dans l'état où elle se trouve ». Une exception à ce tableau est le général Paul Thiébault, pour qui Dorsenne, « avec une figure fine, [n'était] qu'un sot ; avec une figure agréable, c'était un homme orgueilleux, faux et cruel, et, dans cette guerre d'Espagne, l'homme le plus propre à faire à lui seul plus d'ennemis à la France que la Garde impériale toute entière ne pouvait en combattre ». L'historien britannique Charles Oman affirme cependant que le jugement de Thiébault, fruit de sa jalousie envers son supérieur, ne correspond pas à la réalité et que, tout au long de son séjour en Espagne, Dorsenne a su coopérer avec les autres commandants français plus fréquemment que son prédécesseur, le maréchal Bessières.

## Armoiries
| Figure | Blasonnement |
|        | Armes du comte Dorsenne et de l'Empire, 1808 Écartelé : au I, du quartier des comtes militaires de l'Empire ; au II, de gueules à trois étoiles d'or, 2 et 1 ; au III, d'or à trois pommes de grenade de gueules ; au IV, d'azur à la tour crénelée d'argent, ouverte, ajourée et maçonnée de sable, accostée à dextre d'un lion d'or rampant contre la tour. |